# Amorphogynia necessaria
Amorphogynia necessaria là một loài bướm đêm trong họ Geometridae.